# Časovka ženských týmů na Mistrovství světa v silniční cyklistice 2013

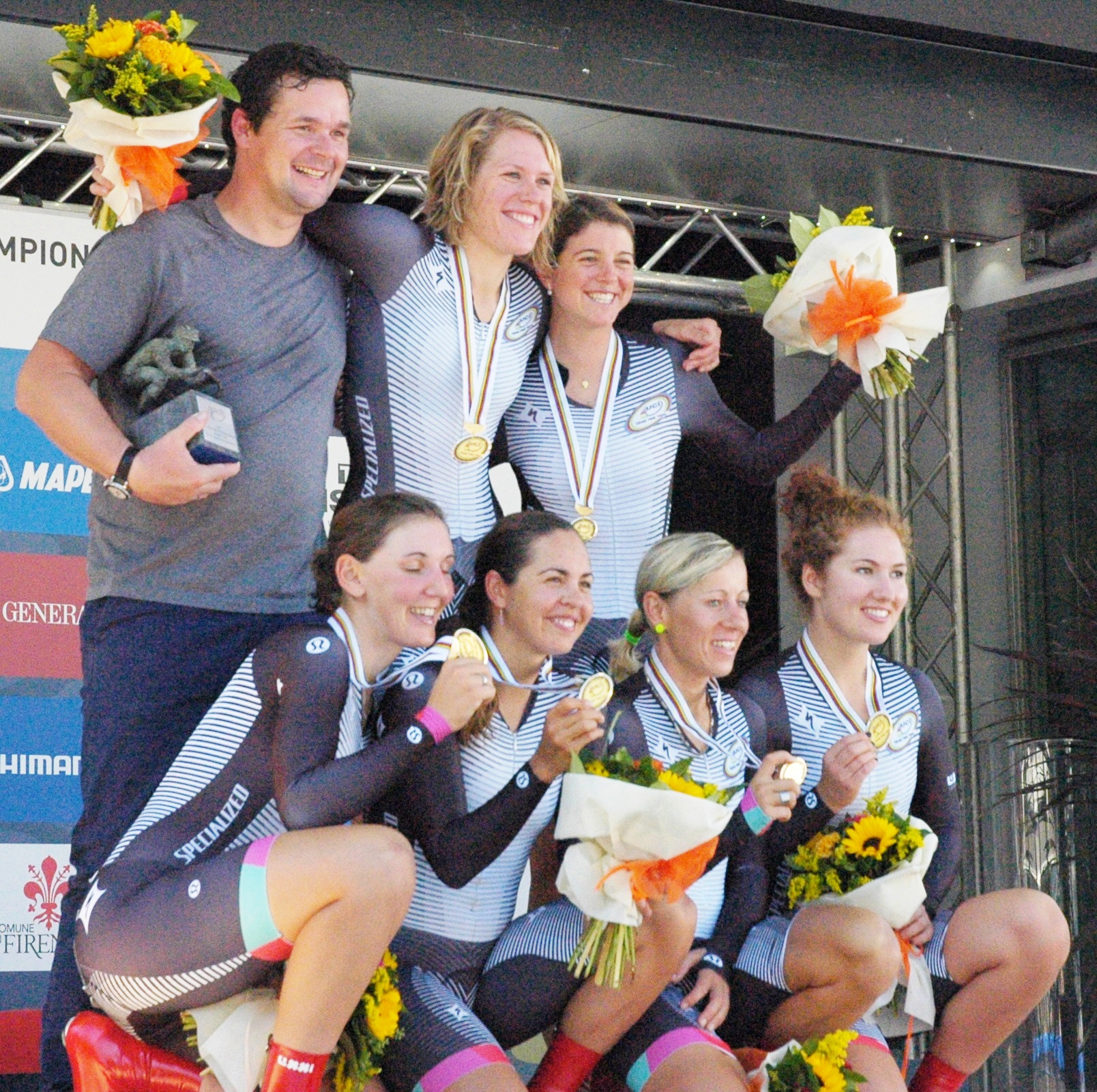
Team Specialized-lululemon

Časovka ženských týmů na mistrovství světa v silniční cyklistice 2013 proběhla 22. září 2013. Časovka týmů je jediná disciplína, kde jezdci nenastupují za svůj stát, ale za svůj tým.
Trať měla celkem 42, 8 km. Start proběhl ve městě Pistoia a cíl byl ve Florencii. Celkovým vítězem se stal americký tým Specialized–lululemon.

## Konečné pořadí
Dle ženského žebříčku UCI bylo pozváno 20 týmů. Pozvání přijalo pouze týmů 15 a italský tým Vaiano Fondriest byl pozván dodatečně.
| Umístění | Tým                                | Čas              |
| -------- | ---------------------------------- | ---------------- |
|          | Team Specialized–lululemon         | 51 min 10,69 s   |
|          | Rabobank-Liv Giant                 | + 1 min 11,09 s  |
|          | Orica-AIS                          | + 1 min 33, 83 s |
| 4        | Rusvelo                            | + 2 min 2,31 s   |
| 5        | MCipollini Giordana                | + 2 min 18,83 s  |
| 6        | Wiggle Honda                       | + 2 min 33 s     |
| 7        | Team Argos-Shimano                 | + 2 min 50,51 s  |
| 8        | Optum p/b Kelly Benefit Strategies | + 3 min 3,44 s   |
| 9        | Sengers Ladies Cycling Team        | + 3 min 5,80 s   |
| 10       | Boels Dolmans Cycling Team         | + 3 min 33,70 s  |
| 11       | BePink                             | + 3 min 48,49 s  |
| 12       | S.C. Michela Fanini–Rox            | + 4 min 34,18 s  |
| 13       | Hitec Products UCK                 | +4 min 38,50 s   |
| 14       | Lotto Belisol Ladies               | + 4 min 46, 14 s |
| 15       | Faren Kuota                        | + 5 min 27,38 s  |
| 16       | Vaiano Fondriest                   | + 5 min 30,87 s  |